# Attilio Calderara
Attilio Calderara (Verona, 26 ottobre 1886 – 1952) è stato un generale e aviatore italiano, che combatte durante la Guerra italo-turca e nella prima guerra mondiale,  come pilota da ricognizione ed al comando dell'M.3 (dirigibile) e dell'M.14. Decorato con una medaglie d'argento e due di bronzo al valor militare, fratello del più noto Mario, fu autore dell'apprezzato libro Nell'azzurro – L'aeronautica dalle sue origini leggendarie ai giorni nostri, edito nel 1928.

## Biografia
Nacque a Verona il 26 ottobre 1886, figlio del generale degli alpini Marco e di Eleonora Tantini, e si arruolò nel Regio Esercito venendo ammesso a frequentare l'Accademia Reale di Torino d'Artiglieria e Genio da cui uscì nel 1908 con il grado di sottotenente, assegnato all'Arma del genio. Promosso tenente ottenne il brevetto di pilota militare a Cascina Malpensa nel maggio 1912, volando su monoplani Nieuport e Caproni 35 hp. Nell'ottobre 1913 assunse il comando del campo d'aviazione di Bologna, continuando nel contempo a volare. Con l'entrata in guerra dell'Italia, il 24 maggio 1915, entrò in azione in seno all'8ª Squadriglia da ricognizione e combattimento Nieuport di stanza a Campoformido, effettuando numerosi voli di ricognizione, tra cui un bombardamento su accampamenti nemici nella zona di Gorizia all'alba del 12 luglio, che gli valsero la concessione della Medaglia di bronzo al valor militare.
Promosso capitano nel settembre 1915 transitò in forza al Battaglione dirigibili, conseguendo il relativo brevetto, volando a bordo del dirigibile M.3 come comandante in seconda fino al 1917, transitando quindi sull'M.14 comandato dal Cap. Carlo Gallotti dal mese di settembre con lo stesso incarico a Spilimbergo e dal 1º novembre ritirato all'Aeroporto di Ferrara-San Luca nella Battaglia di Caporetto, assumendone il comando dall'11 marzo 1918. Promosso maggiore nel 1918, assunse il comando dell'M.11 nel 1920, in sostituzione del capitano Angelo Berardi, e rimase in forza al Battaglione Dirigibilisti fino al 1922, distinguendosi nel rilevamento fotografico dei nuovi confini orientali.
All'atto della costituzione della Regia Aeronautica transitò in forza allo Stato maggiore con lo stesso grado, promosso tenente colonnello nel 1925 e colonnello nel 1927.
Insegnante alla Scuola di guerra aerea di Firenze nel 1929, passo poi in forza allo Stato maggiore della 2ª Zona aerea territoriale (Z.A.T.) di Padova, di cui divenne capo di stato maggiore nel 1931. L'anno successivo fu nominato direttore dello Stabilimento Costruzioni Aeronautiche di Montecelio-Guidonia rimanendovi fino al 1935 quando fu nominato Addetto Aeronautico presso l'Ambasciata d'Italia a Londra, Gran Bretagna. Posto in posizione ausiliaria per raggiunto limite d'età nel 1938, fu richiamato in servizio attivo poco tempo dopo e, promosso generale di brigata aerea, lasciò la Gran Bretagna nel gennaio 1940 per rientrare in Italia. Abbandonò il servizio attivo prima dell'entrata in guerra dell'Italia, il 10 giugno dello stesso anno, ritirandosi a vita privata. Si spense nel 1952.

## Pubblicazioni
- Nell'azzurro – L'aeronautica dalle sue origini leggendarie ai giorni nostri, Edizioni Arti Grafiche L. Giachino, Torino, 1928.[2]
- Lezioni di aeronautica per gli ufficiali della Scuola di Applicazione di Artiglieria e Genio, Edizioni Arti Grafiche L. Giachino, Torino, 1929.[2]

### Annotazioni
1. ↑  Di stanza a Boscomantico a partire dal 17 marzo 1916, l’M.3 era al comando del capitano Tullio Benigni. La prima missione bellica, eseguita nella zona del Tonale, fu drammatica. Il dirigibile fu raggiunto da un proiettile sparato da una batteria in alta quota, e nel percorso di ritorno venne attaccato a Brescia dalla contraerea italiana e poi anche da due idrovolanti che lo costrinsero ad atterrare a Borgosatollo. Ripartito molto danneggiato fu nuovamente attaccato da un Farman italiano che lo aveva preso per una aeronave nemica.
2. ↑  In forza alla Regia Aeronautica conseguì l'abilitazione al pilotaggio di velivoli H.D.C.A., Fiat R.2, Fiat R.22, Ansaldo A.300, Ansaldo A.100.

### Fonti
1. 1 2 3 4 5 6 7 8 9  Mancini 1936, p. 134.
2. 1 2 3 4 5 6 7 8 9 10 11 12 13  Stanchina 2012, p. 12.
3. ↑  Gazzetta Ufficiale del Regno d'Italia n.143 del 21 giugno 1933, pag. 2582.